# Saskatchewan (rzeka)
Saskatchewan (ang. Saskatchewan River, fr. Rivière Saskatchewan) – rzeka w Kanadzie, w prowincjach Saskatchewan i Manitoba. Powstaje z połączenia rzek Saskatchewan Południowy i Saskatchewan Północny. Długość rzeki od tego miejsca wynosi 550 km, a licząc od źródeł Saskatchewanu Południowego – 1928 km. Saskatchewan uchodzi do jeziora Winnipeg (wcześniej przepływając przez jezioro Cedar) – tym samym należy do dorzecza Nelson River i zlewiska Zatoki Hudsona.
Nazwa rzeki pochodzi z języka kri kisiskāciwani-sīpiy i znaczy „bystra rzeka”.
Największą miejscowością nad rzeką Saskatchewan jest miasto The Pas (5,6 tys.).